# Quete
Quete es una localidad peruana ubicada en el distrito de Manás, perteneciente a la provincia de Cajatambo del departamento de Lima, al centro oeste del Perú. 

## Ubicación
Quete se ubica al suroeste de la provincia de Cajatambo, en el distrito de Manás, en el departamento de Lima.

## Demografía
En 2017 Quete tenía una población de 8 habitantes y 3 viviendas.
| Gráfica de evolución demográfica de Quete entre 1993 y 2017 |
|                                                             |
| Fuentes: Población 1993 y 2017                              |